# Macrocalamus lateralis
Macrocalamus lateralis — вид змій родини полозових (Colubridae). Мешкає в Таїланді і Малайзії.

## Поширення і екологія
Macrocalamus lateralis мешкають в районі перешийку Кра на крайньому півдні Таїланду та на крайній півночі Малайзії. Вони живуть у вологих рівниних і гірських тропічних лісах. Зустрічаються на висоті від 360 до 1300 м над рівнем моря.